# Jozef De Kesel
Jozef De Kesel (Gent, 17 juni 1947) is een Belgisch katholiek geestelijke die van december 2015 tot september 2023 de 21ste aartsbisschop van Mechelen-Brussel was en daarmee tevens de zesde primaat of metropoliet van België. Hij bood op zijn 75ste verjaardag in 2022 zijn ontslag aan bij de paus, zoals gebruikelijk is in de functie van bisschop. In juni 2023 werd zijn ontslag officieel, samen met de benoeming van zijn opvolger Luc Terlinden. De Kesel is sinds 2016 eveneens kardinaal van de Katholieke Kerk en lid van de Romeinse Curie. Eerder was hij ook de 26ste bisschop van Brugge.

## Jeugd en roeping
De Kesel was de zesde in de rij van elf kinderen in het gezin van Albert De Kesel en Gabriëlla Boels. Zowel zijn vader als zijn grootvader, August, waren burgemeester van Adegem, nu een deelgemeente van Maldegem (in Oost-Vlaanderen).
Zijn oom Leo (1903-2001) was hulpbisschop van Gent van 1961 tot 1990. De neef van zijn vader, Daniël Omer, was norbertijn in Averbode en verwierf bekendheid als Nonkel Fons.
De Kesel volgde lagere school in Adegem, nadien de humaniora in het Sint-Vincentiuscollege van Eeklo en vervolgens, vanaf 1965, studeerde hij aan het Sint-Paulusseminarie in Gent en de faculteit filosofie in Leuven (kandidaturen geschiedenis). Van daaruit werd hij naar de Gregoriana in Rome gestuurd (1968-1972), waar hij het baccalaureaat en de licentie in de theologie behaalde.
Hij werd priester gewijd op 26 augustus 1972. Zijn priesterwijding vond plaats in zijn geboortedorp Adegem en werd toegediend door zijn oom Leo De Kesel, omringd door zes priesters, allen ooms en neven van de wijdeling.
Hij werd godsdienstleraar in zijn voormalige school in Eeklo (1974-1980) en werd docent aan de Sociale Hogeschool Gent (1977-1980). Vervolgens was hij professor en prefect aan het Groot Seminarie Gent (1980-1996) en leraar aan het Hoger Instituut voor Godsdienstwetenschappen waar hij in 1992 voorzitter van werd. In de jaren tachtig was hij gastdocent aan het Grootseminarie in Brugge. Hij werd ook docent christologie aan de Katholieke Universiteit Leuven (1989-1992).
In 1977 doctoreerde De Kesel in de theologie met een proefschrift over de kwestie van de historische Jezus in de theologie van Rudolf Bultmann.

## Hulpbisschop
Op 1 maart 1992 werd hij bisschoppelijk vicaris in het bisdom Gent, verantwoordelijk voor de theologische en pastorale opleiding en vorming van priesters, religieuzen, diakens en leken in het bisdom. Hij was ook bevoegd voor de kerkelijke roepingen, de opleiding en de oecumene. Op 26 maart 1992 werd hij titulair kanunnik van het Sint-Baafskapittel in Gent.
Op 20 maart 2002 werd hij benoemd tot titelvoerend bisschop van Bulna (Tunesië) en tot hulpbisschop van het aartsbisdom Mechelen-Brussel. Op 26 mei 2002 werd hij in de Sint Michiel en Sint Goedelekathedraal in Brussel tot bisschop geconsacreerd en werd hij belast met de verantwoordelijkheid voor het vicariaat Brussel. Zijn bisschopsleuze luidt Vobiscum Christianus (Met U ben ik christen). Hij verwierf naam als actief initiator van de dialoog met andere godsdiensten en als sympathisant van en deelnemer aan de oecumenische beweging van Taizé.
Eind 2007 werd hij in sommige media getipt als een van de mogelijke opvolgers van kardinaal Danneels. Dit werd begin maart 2010 bevestigd door de vroegere pauselijke nuntius in België Karl-Josef Rauber in een interview in het katholieke tijdschrift Il Regno. Op 16 maart 2010 benoemde aartsbisschop André Léonard hem tot hulpbisschop voor het vicariaat Vlaams Brabant en Mechelen. Op 30 mei 2010 werd hij in deze functie geïnstalleerd.

## Bisschop van Brugge
Op 25 juni 2010 werd hij benoemd tot bisschop van Brugge. Tijdens de persconferentie naar aanleiding van zijn benoeming vermeldde de bisschop zijn gehechtheid aan een correct gevierde liturgie. Op 10 juli 2010 nam hij bezit van zijn bisschopszetel tijdens een installatieplechtigheid in de Sint-Salvatorskathedraal van Brugge. Hij droeg de mis op, samen met aartsbisschop Léonard, kardinaal Danneels, nuntius Berloco en negen bisschoppen en hulpbisschoppen, onder wie de bisschop van Breda, Hans van den Hende. De benoemingsbrief werd voorgelezen door de diocesane administrator Koen Vanhoutte.
Op 14 juli 2010 bevestigde de bisschop vier bisschoppelijke vicarissen in hun functie en bevoegdheden en benoemde hij bisschoppelijk vicaris Koen Vanhoutte tot vicaris-generaal, eveneens met behoud van zijn vorige bevoegdheden, in opvolging van Herman Vandecasteele (1937-2024), die sedert 1985 deze functie vervulde en eervol ontslag verkregen had.
In juni 2014 verklaarde hij zichzelf "sprakeloos" na het gerechtelijk onderzoek naar de diaken van Wevelgem, beschuldigd van euthanasie op een tiental patiënten in het ziekenhuis van Menen.
Binnen de Belgische bisschoppenconferentie werd De Kesel verantwoordelijk voor de liturgie. In die hoedanigheid werd hij lid van de Bisschoppelijke Commissie voor de vertaling van liturgische teksten in de Nederlandse taal die op 4 juni 2009 werd opgericht om de bestaande vertalingen van het missaal in de volkstaal te herzien en te verbeteren. Tot 2011 vertegenwoordigde hij de Belgische bisschoppen in de Commissie van Bisschoppenconferenties van de Europese Unie.
Op 6 december 2015 nam het bisdom Brugge afscheid van De Kesel.

## Aartsbisschop van Mechelen-Brussel
Op 6 november 2015 werd De Kesel voorgesteld als de nieuwe aartsbisschop van Mechelen-Brussel. Op 12 december 2015 werd hij ook effectief in deze functie aangesteld en nam hij bezit van zijn zetel in de Sint-Romboutskathedraal van Mechelen.

### Fraterniteit van de Heilige Apostelen
In juni 2016 besliste hij om vanaf het einde van die maand niet meer verder te werken met de Fraterniteit van de Heilige Apostelen in zijn bisdom. Zijn beslissing leidde tot beroering. Henk Rijkers becommentarieerde in het Katholiek Nieuwsblad dat er met dergelijke beslissingen van de Belgische Kerk spoedig helemaal niets meer over zou zijn. De kerkjurist Kurt Martens wees er op dat de argumentatie van de nieuwe aartsbisschop naar zijn mening met haken en ogen aan elkaar hangt en omschreef zijn beslissing als een vorm van machtsmisbruik. Tientallen personen gingen in beroep tegen de beslissing van de aartsbisschop, waardoor zijn besluit, dat eind juni 2016 in werking zou treden, tijdelijk werd opgeschort. Uiteindelijk werd de kardinaal in het gelijk gesteld.

### Ordinaties
- Lode Aerts, bisschop van Brugge.
- Koen Vanhoutte, hulpbisschop van het aartsbisdom Mechelen-Brussel.
- Lode Van Hecke, bisschop van Gent.
- Luc Terlinden, aartsbisschop van Mechelen-Brussel.

## Kardinaal
Tijdens het angelus op zondag 9 oktober 2016 maakte paus Franciscus bekend dat Mgr. Jozef De Kesel, die geldt als geestverwant van de paus, samen met 16 anderen tot kardinaal wordt gecreëerd tijdens het consistorie van 19 november 2016. In verband met zijn aanstelling tot kardinaal zei De Kesel: Men zegt me inderdaad dat ik op de lijn van Franciscus zit. Ik hoop alleszins dat ik op zijn lijn zit. Ik waardeer hem enorm, en misschien dat mijn creatie dan weer zijn waardering voor mij uitdrukt. Zijn titelkerk werd de basiliek Santi Giovanni e Paolo.
In mei 2025 nam kardinaal Jozef De Kesel deel aan het conclaaf dat werd samengeroepen na het overlijden van paus Franciscus. Als lid van het College van Kardinalen behoorde hij tot de groep kardinalen onder de 80 jaar die stemgerechtigd waren. Uiteindelijk werd paus Leo XIV (Robert Prevost) verkozen.

### Lid Romeinse Curie
Op 23 december 2017 benoemde paus Franciscus De Kesel tot lid van het Dicasterie voor Leken, Gezin en Leven. Hij werd daardoor lid van de Romeinse Curie. In deze functie moet hij de pastorale zorg van de Kerk voor de leken en de gezinnen bevorderen.

## Ziekte
Op 14 april 2020 werd door het aartsbisdom meegedeeld dat kardinaal Jozef De Kesel een geneeskundige behandeling moest ondergaan die het hem onmogelijk maakte zijn taken te blijven uitoefenen. Hij werd tijdelijk vervangen aan het hoofd van het aartsbisdom door de drie hulpbisschoppen en de vicaris-generaal Etienne Van Billoen. De bisschoppenconferentie werd tijdelijk geleid door de permanente raad van de conferentie. Op 24 augustus 2020 werd de kardinaal na een chemotherapie voor darmkanker geopereerd in het Universitair Ziekenhuis Leuven. Dat najaar hervatte hij zijn werkzaamheden.

## Ontslag
Begin juni 2022 diende De Kesel, volgens de geldende regels, zijn ontslag als aartsbisschop in, wat op 22 juni 2023 door de paus werd aanvaard.

## Publicaties
- Le refus décidé de l'objectivation. Une interprétation du problème du Jésus historique dans la théologie chez Rudolf Bultmann, Pontificia Università Gregoriana, 1981
- (samen met Ignace de Sutter) U belijden wij, Heilige Vader. Hoe katholieken hun geloof formuleren en belijden, Brugge, Tabor, 1985
- Hoe is Uw naam, Waar zijt Gij te vinden? Over de verantwoording van het christelijk geloof, Tielt, Lannoo, 1988
- Omwille van zijn naam: een tegendraads pleidooi voor de Kerk, Tielt, Lannoo, 1993
- Dietrich Bonhoeffer, een waarachtig christen, Secretariaat van de Religieuzen, 1998